# Безніско Євген Іванович

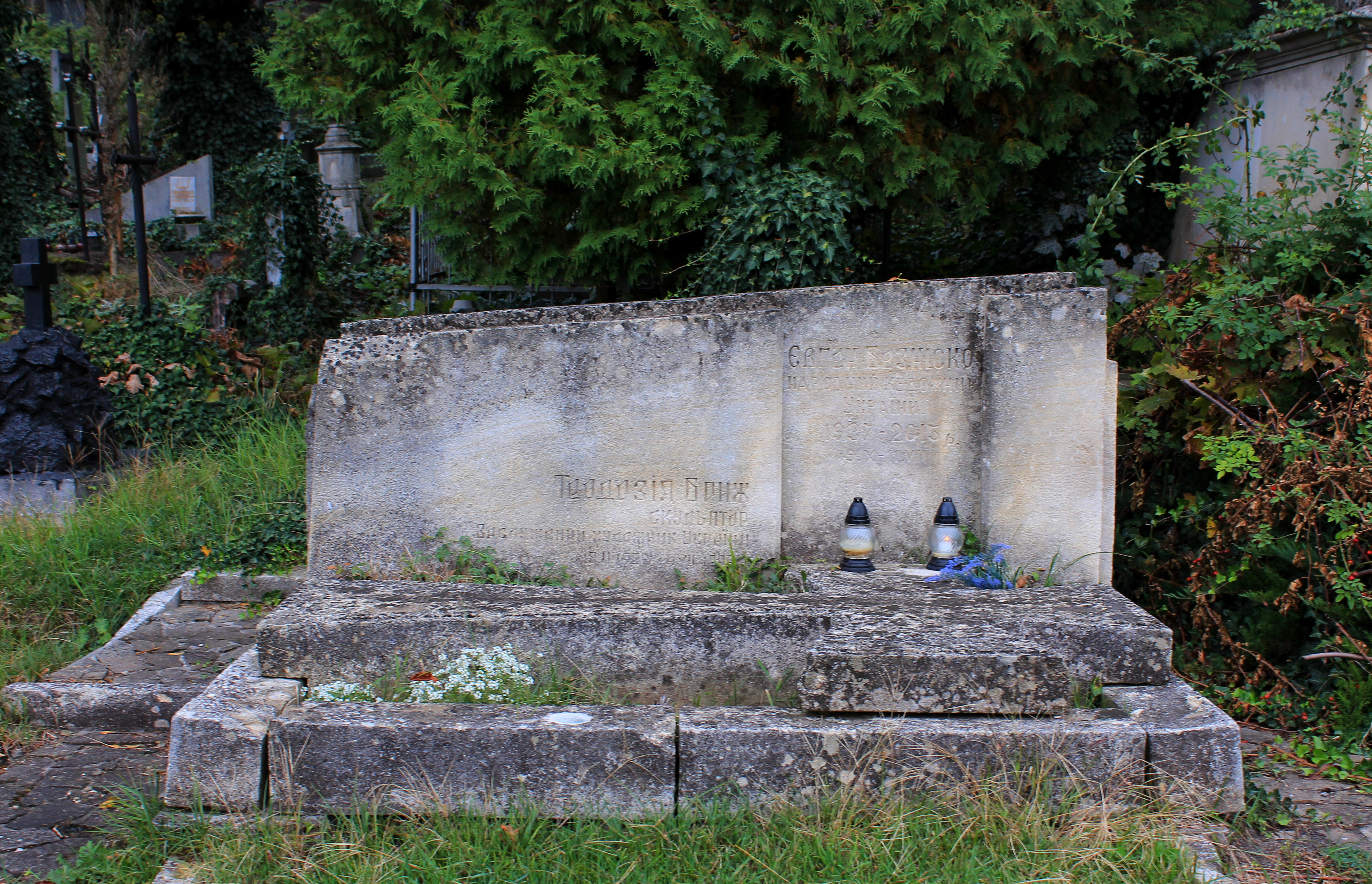
Нагробок на могилі художника Євгена Безніска.

Євге́н Іва́нович Безні́ско (19 жовтня 1937, Кагарлик — 11 липня 2015, Львів) — український художник; член Спілки радянських художників України з 1966 року. Чоловік скульпторки Теодозії Бриж.

## Біографія
Народився 19 жовтня 1937 року у місті Кагарлику Київської області (нині Україна). Після німецько-радянської війни його сім'я переїхала до Самбора, де він у 1950 році закінчив художню студію. Був учнем Миколи Прокопенка. 1955 року закінчив Республіканську художню середню школу імені Тараса Шевченка у Києві, навчався у Олександра Лопухова. Протягом 1958—1964 років навчався на факультеті монументального живопису Львівського інституту прикладного та декоративного мистецтва, де його викладачами були, зокрема, Роман Сельський і Леопольд Левицький. Дипломна робота — тематичне панно на стіні нафтопроводу «Дружба» у селищі Козовій (керівник Роман Сельський, оцінка — відмінно).
Упродовж 1963—1999 років працював на Львівському художньому комбінаті, був головою художньої ради, у 1981—1986 роках обімав посаду головного художника. Мешкав у Львові в будинку на вулиці Угорській, № 5, квартира № 4 та у будинку на вулиці Рудницького, № 45, квартира № 8. Помер у Львові 11 липня 2015 року. Похований у Львові на полі № 33 Личаківського цвинтаря.

## Творчість
Працював у галузях станкової та книжкової графіки, монументально-декоративного мистецтва. Серед робіт:
- серія «До 100-річчя від дня народження Володимира Леніна» (1969);

ліногравюри
- «Комсомольці 20-х років» (1966);
- «Їхав козак на війноньку…» (1968);
- «Як упав же він з коня» (1968);

Майже 40 років працював над офортами та ліноритами за мотивами творів:
- Івана Франка — «Мойсей» (1966—1968), «Смерть Каїна» (1969), «Іван Вишенський» (1971), «Похорон» (1972), «Панські жарти», «Ботокуди», «Рубач» (усі — 1974), «Христос і хрест» (1986), «Бориславські оповідання» (1987–90), «Межи добрі люди» (1995), «Захар Беркут» (1998), «Каменярі»;
- Лесі Українки — «Лісова пісня», «Оргія» (1974), «Вавилонський полон» (1977), «В катакомбах» (1978), «Одержима» (1982), «На полі крові» (1986);
- Василя Стефаника — «Стратився», «Сини», «Пістунька» (усі — 1979), «Межа» (1988).

Також оформив книги «Гроза» Анатолія Шияна (Київ, 1968), «Гонта» Якова Стецюка (Львів, 1969).
Автор низки портретів культурних і громадських діячів України:
- «Григорій Сковорода» (1974);
- «Юрій Дрогобич» (1976);
- «Лесь Курбас» (1977);
- «Маркіян Шашкевич» (1986);
- «Іван Вагилевич» (1986);
- «Яків Головацький» (1986);
- «Іван Франко» (1986);
- «Уляна Кравченко» (1986);
- «Іван Драч»;
- «Ростислав Братунь»;
- «Дмитро Павличко»;
- «Федір Стригун»;
- «Теодозія Бриж»;
- «Іван Миколайчук»;
- «Автопортрет» (2002).

Його портрет кардинала Йосипа Сліпого був подарований від Львівщини папі Івану Павлові II у 1996 році.
У 1997 та 2004 роках працював у Чорнобильській зоні, створив 45 пастелей. Частина з них зберігається в Музеї етнографії та художнього промислу Інституту народознавства НАН України.
монументальні твори

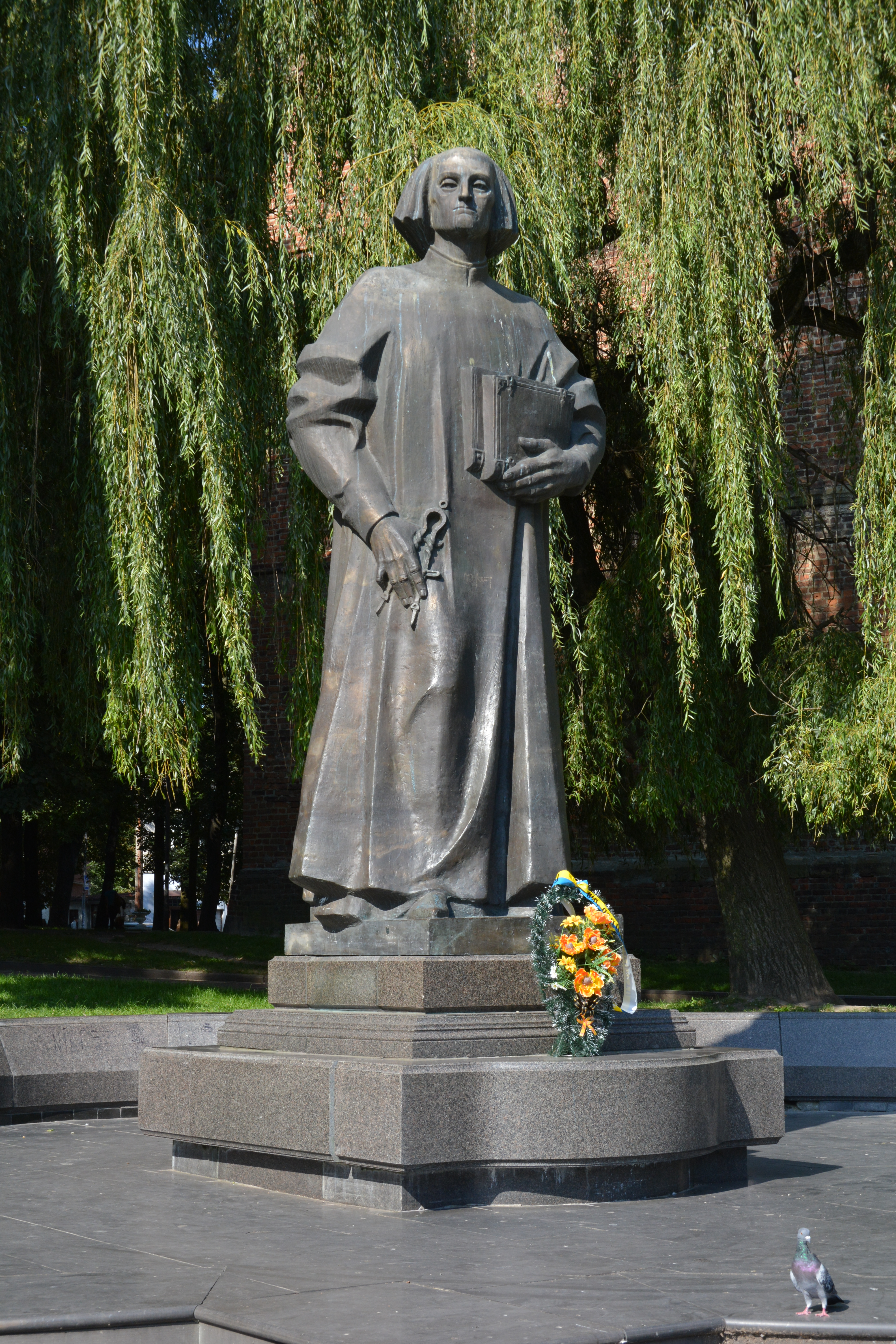
Пам'ятник Юрію Дрогобичу

- мозаїчне панно «Дружба українського та російського народів» на будинку побуту «Ювілейний», що на проспекті Чорновола у Львові (1982);
- мозаїка у меморіальній каплиці жертвам НКВС в Золочівському замку (1995);
- мозаїка на меморіальному цвинтарі Січових Стрільців на горі Маківці (1998, у співавторстві з Яремою Безніско);
- пам'ятник Юрію Дрогобичу в Дрогобичі (1999, у співавторстві з Теодозією Бриж; архітектор Петро Сметана);
- пам'ятник Данилу Галицькому у Володимирі-Волинському (2001, авторка Теодозія Бриж, архітектори Костянтин Присяжний, С. Кравцов);
- пам'ятник на могилі князя Святослава неподалік Сколе (2008—2012, каменяр, скульптор С. Янів, архітектор Василь Каменщик).

Брав участь у республіканських виставках з 1961 року. Персональні виставки відбулися у Львові у 1966, 1968, 1979, 1981, 1995 роках; спільно з Теодозією Бриж — у 1967, 1973, 1986 роках, Самборі у 1969 році, Тернополі у 1978 році, Дрогобичі у 1998 році, Києві у 1999—2002 роках, Трускавці у 2000 році. 1986 року відбулася його пересувна персональна виставка — Львів, Нагуєвичі, Самбір, Миколаїв.
Роботи зберігаються у Львівській галереї мистецтв, Хмельницькому художньому музеї, Національному музеї у Львові, музеях Івана Франка у Львові та Нагуєвичах, Лесі Українки у Києві, та селі Колодяжному Волинської області, Василя Стефаника у селі Русові Івано-Франківської області та за кордоном — в музеях США, Аргентини, Канади, Франції.

## Відзнаки
- Заслужений художник УРСР з 1989 року;
- Національна премія України імені Тараса Шевченка (за 2006 рік; за серію ілюстрацій до творів Івана Франка)[5];
- Ювілейна медаль «20 років незалежності України» (19 серпня 2011)[6];
- Народний художник України (24 серпня 2013; за значний особистий внесок у державне будівництво, соціально-економічний, науково-технічний, культурно-освітній розвиток України, вагомі трудові здобутки та високий професіоналізм)[7].